# Werner Rittberger
Werner Rittberger (Berlino, 14 luglio 1891 – Krefeld, 12 agosto 1975) è stato un pattinatore artistico su ghiaccio e allenatore di pattinaggio su ghiaccio tedesco, inventore del salto che da lui prende il nome.

## Palmarès
| Evento                    | 1910 | 1911 | 1912 | 1913 | 1920 | 1921 | 1922 | 1923 | 1924 | 1925 | 1926 | 1927 | 1928 |
| ------------------------- | ---- | ---- | ---- | ---- | ---- | ---- | ---- | ---- | ---- | ---- | ---- | ---- | ---- |
| Giochi olimpici invernali |      |      |      |      |      |      |      |      |      |      |      |      | R    |
| Campionati mondiali       | 2°   | 2°   | 2°   | 7°   |      |      |      |      |      |      | 4°   |      |      |
| Campionati europei        | 2°   | 3°   |      |      |      |      | 4°   |      | 3°   | 2°   |      |      |      |
| Campionati tedeschi       |      | 1°   | 1°   | 1°   | 1°   | 1°   | 1°   | 1°   | 1°   | 1°   | 1°   | 2°   | 1°   |

R: Ritirato